# Гусейнов, Габибулла Эйнулла оглы
Габибулла Эйнулла оглы Гусейнов (азерб. Həbibulla Eynulla oğlu Hüseynov; 10 октября 1910, Ардебиль, Азербайджан, Персия — 16 апреля 1945, вблизи Фишхаузена, Восточная Пруссия, нацистская Германия) — советский офицер зенитной артиллерии, участник Великой Отечественной войны, полковник (1943). Герой Советского Союза (1945).

## Довоенная биография

Памятник Габибулле Гусейнову в Баку

Габибулла Гусейнов родился 10 октября 1910 года в городе Ардебиль (ныне — Иран) в рабочей семье. Азербайджанец. Работал грузчиком в Бакинском порту, учеником слесаря на машиностроительном заводе имени лейтенанта Шмидта (Баку), окончил семь классов вечерней школы рабочей молодёжи.
В 1928 году Гусейнов по путёвке комсомола был направлен на службу в Рабоче-крестьянскую Красную Армию. В 1932 году он окончил артиллерийское отделение Закавказской пехотной школы, в том же году — курсы усовершенствования командиров зенитной артиллерии в Баку. Несколько позднее, в 1934 году окончил курсы усовершенствования командного состава зенитной артиллерии в Евпатории. Служил на различных командных должностях в артиллерийских частях Кавказской Краснознамённой армии: командир взвода 193-го артиллерийского полка, с апреля 1934 — командир батареи 190-го зенитного артиллерийского полка, с сентября 1934 — командир батареи, адъютант старший и командир дивизиона в 193-м артиллерийском полку.
В 1938 году арестован органами НКВД СССР по обвинению в «шпионаже» в пользу Ирана, уволен из РККА. Однако в конце того же года освобождён и восстановлен в армии.
В мае 1939 года направлен в Белорусский Особый военный округ, где назначен командиром дивизиона 188-го зенитного артиллерийского полка (Минск), с февраля 1940 года — командир 312-го отдельного зенитно-артиллерийского дивизиона 13-й стрелковой дивизии (Замбрув).

## Великая Отечественная война
С 22 июня 1941 года — на фронтах Великой Отечественной войны. Участвовал в Белостокско-Минском сражении на территории Белорусской ССР. В первые дни войны дивизион под его командованием сбил 2 немецких самолёта, затем участвовал в боях с пехотой и танками врага. После выхода из окружения дивизион был пополнен людьми и техникой, передан в состав Калининского бригадного района ПВО. При отражении авианалёта на станцию Лихославль 30 сентября 1941 года был ранен. После выздоровления во главе дивизиона участвовал в битве за Москву (Калининская оборонительная и Калининская наступательная операции). В феврале 1942 года дивизион передан в Рыбинско-Ярославский дивизионный район ПВО. С июня 1942 года — командир 38-го отдельного дивизиона в том же районе ПВО (г. Иваново), с октября 1942 — командир 658-го зенитно-артиллерийского полка Московского фронта ПВО (Кунцево).
В декабре 1942 года прибыл с полком на Юго-Западный фронт и был передан в 1-ю гвардейскую армию. В Среднедонской наступательной операции умело прикрывал с воздуха наступавшие танковые корпуса фронта (за время операции полком сбит 21 самолёт врага), а когда зенитчики попали в окружение у станицы Тацинская, то отбили 3 немецкие атаки, уничтожив 3 танка и до 120 человек пехоты. За эту операцию награждён своим первым орденом.
Затем во главе полка участвовал в Миллерово-Ворошиловградской наступательной, Харьковской оборонительной операциях, а в период затишья на фронте прикрывал части Юго-Западного фронта. За первое полугодие 1943 года полк под его командованием сбил 12 немецких самолётов. Сам же командир полка в бою 10 февраля 1943 года был ранен вторично и вскоре получил свой второй орден Красного Знамени.
С июля 1943 года — начальник штаба 4-й зенитной артиллерийской дивизии РГК Юго-Западного фронта, участвовал в Донбасской наступательной операции.
С сентября 1943 года полковник Габибулла Гусейнов командовал 67-й зенитной артиллерийской дивизией РГК, начавшей формирование в Московском военном округе. В июле 1944 года дивизия прибыла в действующую армию, входила в состав 1-го Прибалтийского и 3-го Белорусского фронтов. Дивизия сражалась под его командованием в Белорусской, Прибалтийской, Восточно-Прусской наступательных операциях С августа по октябрь 1944 года силами дивизии сбито 59 немецких самолётов.
Во время Земландской операции, когда мощная группировка противника оказывала упорное сопротивление войскам 39-й армии, полковник Гусейнов выдвинул часть своих зенитных орудий для ведения огня по наземным целям на прямую наводку и, находясь на передовой, руководил их огнём и перемещениями. Действия дивизии и Гусейнова лично способствовали успешному выполнению боевых задач, поставленных перед армией. 16 апреля 1945 года Гусейнов погиб в бою к северу от города Фишхаузен (ныне — Приморск Калининградской области). Похоронен в городе Мариямполе.

## Воинские звания
- старший лейтенант (1936)
- капитан (3.07.1941)
- майор (ноябрь 1941)
- подполковник (20.10.1942)
- полковник (23.04.1943)

## Награды
- Герой Советского Союза (удостоен Указом Президиума Верховного Совета СССР от 29 июня 1945 года посмертно)
- Орден Ленина (29.06.1945, посмертно)
- Два ордена Красного Знамени (25.02.1943, 3.04.1943)
- Орден Отечественной войны 1-й степени (24.01.1945)[2]
- Орден Красной Звезды (3.11.1944)
- Медаль «За оборону Сталинграда» (вручена в 1943 г.)